# Odljepljenje stražnje staklovinske membrane
Odljepljenje stražnje staklovinske membrane (ili kolaps stražnje vitrealne membrane) jest stanje u očnoj jabučici kod kojeg dolazi do odvajanja staklastog tijela oka od površine mrežnice. Staklovinskom ili vitrealnom membranom nazivamo površinu staklastog tijela.

## Uzroci
Staklasto tijelo (lat. corpus vitreum)  ispunjava očnu jabučicu a smješteno je iza leće. Pri rođenju, pričvršćeno je za mrežnicu. S vremenom, dolazi do promjena staklastog tijela koje uključuju njegovo smanjivanje i formiranje mjestimičnih džepova likvefakcije (pretvaranja u tekućinu), što je vrlo slično skupljanju nekog želatinoznog deserta i njegovu odvajanju od stijenke posude u kojoj se nalazi. U nekim stadijima ovakvih promjena, staklasto se tijelo može odljuštiti od mrežnice, što je najčešće nagla i iznenadna pojava.

Nekoliko provedenih studija dokazalo je široku incidenciju odljepljenja stražnje vitrealne membrane pa je takvo stanje 
nađeno u 20% autopsija i čak 57% pacijenata starije populacije (prosječne starosti 83,4 godine). U zdrave osobe, veliku ulogu u procijeni mogućnosti pojave odljepljenja stražnje vitrealne membrane, imaju godine starosti te prisutnost refrakcijskih grešaka oka. Tako je ovaj poremećaj rijedak u emetropa starosti do 40 godina a raste sa životnom dobi, do udijela od 83% zahvaćene populacije u devedesetim godinama života. U visoko kratkovidnih ljudi ( od -6.00 dpt ili više) povišen je rizik za razvoj opisanog poremećaja, neovisno o životnoj dobi.

## Simptomi
Odljepljenje stražnje vitrealne membrane ima karakterističnu paletu simptoma, koja uključuje:
- - viđenje bljeskova svijetla (fotopsija)
  - dramatičan porast viđenja letećih mutnina staklastog tijela (mušice)
  - prstenaste mutnine u temporalnom dijelu centralnog vidnog polja (tj. malo u stranu od središta vidnog polja)
  - osjećaj težine u oku

Kako razvoj poremećaja napreduje, može doći i do odvajanja mrežnice zajedno sa staklastim tijelom. Budući da u mrežnici nema živčanih vlakana za provođenje osjeta boli, zbog vlaka staklastog tijela na mrežnicu može doći do stimulacije mrežnice što izaziva viđenje bljeskova svijetla.

## Klinička slika, pridružena stanja i prognoza
Područje u kojem vitrealna membrana sprijeda nešto čvršće adherira za mrežnicu, nazivamo vitrealnom bazom .Normalno u tom području ne dolazi od odvajanja membrane staklastog tijela od mrežnice, osim zbog djelovanja snažne traume.(br) 
Međutim, vitrealna baza može imati i nepravilan stražnji rub u kojem se slučaju sile koje se javljaju pri odljepljenju vitrealne membrane, koncentriraju u malenom stražnjem odsječku vitrealne baze. Slično tome u nekih ljudi s retinalnim lezijama kao što su korioretinalni ožiljci, može postojati abnormalno prianjanje između staklastog tijela i mrežnice.Uz dovoljno jaku trakciju, na tim se mjestima može otrgnuti i sama mrežnica. Kod veoma malenih razdora, glijalne stanice imaju otvoren pristup unutrašnjosti staklastog tijela, gdje proliferiraju i proizvedu tanku epiretinalnu membranu koja uzrokuje smetnje vida. U težim slučajevima, tekućina iz staklastog tijela može procuriti kroz razderotinu te razdvojiti mrežnicu uzrokujući na taj način mrežničnu ablaciju.  Uzrokom mogu biti i traumatske ozljede bilo koje vrste, od tupih boksačkih udaraca a opisani su i ekstremni slučajevi traume oka prilikom jakog puhanja nosa. 

Ako je ozljeđena mrežnična krvna žila, krvarenje u unutrašnjost staklastog tijela se često prezentira kao iznenadna bujica flotirajućih mutnina. Ozljede mrežničnih krvnih žila mogu biti u sklopu ozljeda same mrežnice ili u nekim slučajevima i bez pridruženih razdora na mrežnici.

Rizik od mrežnične ablacije veći je u razdoblju unutar 6 tjedana od odljepljena stražnje vitrealne membrane ali može se pojaviti i do 3 mjeseca nakon osnovnog poremećaja.

Pravovremen i temeljit pregled pacijenata sa smetnjama uzrokovanim flotirajućim mutninama staklastog tijela kombiniran s promptnim liječenjem mogućih mrežničnih lezija predstavlja najefektivniji pristup u prevenciji određenih mrežničnih ablacija. 
 Rizik razdora i ablacije mrežnice u pacijenata s odljepljenjem stražnje vitrealne membrane, nešto je viši u pacijenata s miopskom degeneracijom mrežnice kao i onih s pozitivnom obiteljskom ili osobnom anamnezom sličnih mrežničnih povreda.